# F-41C
arrows ケータイ ベーシック F-41C（アローズ ケータイ ベーシック エフ ヨンイチ シー）は、FCNTから発売された、NTTドコモの第3.9世代移動通信システム（Xi）と第3世代移動通信システム（FOMA）のデュアルモード端末で、ドコモ ケータイ（spモード）の一つである。

## 概要
2019年7月発売のarrows ケータイ F-03L（以下、F-03L）以来、約2年10ヶ月ぶりとなる「arrows」ブランドのフィーチャーフォンの機種となり、「ドコモ ケータイ」においても2021年6月発売のビジネス向けモデル「DIGNO ケータイ ベーシック KY-41B」以来、約11ヶ月ぶりとなる。

## 特徴
テレビ機能なし Bluetooth Wifi未対応。
F-03Lと同等の防水・防塵対応（IPX5/IPX8/IP6X等級、独自の試験基準に基づき、浴室などの高湿度条件下での利用を確認済み）、アメリカ国防総省の調達基準であるMIL規格（MIL-STD-810G/810H）14項目に準拠した耐久性能を持つほか、本端末では外装ケースの側面と背面に抗菌・抗ウイルス処理が施された。SIAAの試験方法に準拠した試験を実施し、抗菌・抗ウイルスの認証を取得している。
通話機能はF-03Lにも搭載されている「はっきりボイス」（環境に合わせて相手の声を強調して聞き取りやすくする機能）や「あわせるボイス」（年齢に合わせて高音部を調整する機能）に加え、マスクによりこもった相手の音声を聞き取りやすくする「マスク通話モード」が搭載された（要設定）。最大速度がF-03Lから向上され、受信時で150Mbps、送信時で50Mbpsとなった（F-03Lの最大速度は受信時112.5Mbps、送信時37.5Mbps）。
迷惑電話対策機能が新たに搭載され、電話帳登録外の番号から着信があった場合、着信音と画面で通知し、通話開始と合わせて通話内容を迷惑メモとして自動で録音。通話後に注意を促すとともに、後から録音された通話内容を確認することが可能である（事前の設定が必要、注意喚起のみを行う機能のため、機能が作動した場合は周りの人や警察へ相談することが薦められている）。本機能が搭載されたことにより、全国防犯協会連合会推薦の「優良迷惑電話防止機器」（有料防犯電話）の認定を受けている。
一方で、F-03Lで搭載されていたワンセグ・おサイフケータイ（Felica）・無線LAN・Bluetoothが非搭載となったが、機能を絞り込んだことでビジネスシーンでの用途も想定されており、端末の低価格化にも貢献されている。
これらの変更点以外はF-03Lから踏襲されており、片手でプッシュするだけで開けられる「オープンアシストボタン」、ジャストシステム製の日本語入力システム「ATOK」、画面の輝度を上げる「最大輝度モード」、年齢に合わせて色味を補正する「あわせるビュー」、最大6個まで登録可能な「お気に入り機能ボタン」などは本端末でも搭載されており、充電用の卓上ホルダ（USB Type-C）は本体に同梱されている。
ドコモオンラインショップなどの直営店での定価は14,850円である。

## 歴史
- 2022年
  - 4月28日 - 開発並びに発売予定日を発表[2]。
  - 5月13日 - 発売開始。